# خزر
الخزر هم من شعوب  ،حي نڤز أسسوا في أواخر القرن السادس الميلادي إمبراطورية تجارية كبرى تغطي القسم الجنوبي الشرقي من روسيا الأوروبية الحديثة وجنوب أوكرانيا وشبه جزيرة القرم وكازاخستان. وقد أنشأوا آنذاك أقوى كيان سياسي ظهر من تفكك خاقانية الترك الغربية. وأصبحت خانية الخزر، التي تعتبر شريانًا تجاريًا رئيسيًا بين أوروبا الشرقية وجنوب غرب آسيا وواحدة من أهم الإمبراطوريات التجارية في أوائل العصور الوسطى، حيث سيطرت على التخوم الغربية لطريق الحرير ولعبت دورًا تجاريًا رئيسيًا كمفترق طرق بين الصين والشرق الأوسط وروس كييف. ولنحو ثلاثة قرون (650–965) سيطر الخزر على المنطقة الشاسعة الممتدة من سهوب الفولغا-دون إلى شرق شبه جزيرة القرم وشمال القوقاز.
كانت خانية الخزر لفترة طويلة دولة عازلة بين الإمبراطورية البيزنطية وكل من رُحل السهوب الشمالية والخلافة الأموية والخلافة العباسية، بعد أن كانت وكيل الإمبراطورية البيزنطية ضد الإمبراطورية الساسانية. وجرى إسقاط التحالف نحو عام 900. وبدأت بيزنطة في تشجيع الآلان على مهاجمة الخزر وإضعاف قبضتهم على شبه جزيرة القرم والقوقاز، وسعت للحصول على اتفاق مع قوة روس الصاعدة في الشمال، والتي كانت تطمح إلى تحويلها إلى الديانة المسيحية. وبين عامي 965 و969 احتل حاكم روس كييف سفياتوسلاف الأول ملك كييف بالإضافة إلى حلفائه العاصمة أتيل، وأنهوا استقلال الخزر. وأصبحت الدولة كيانًا مستقلًا لمقاطعات روس ثم مقاطعات الخزر السابقة (خوارزم حيث كان الخزر يُعرفون بالترك، تمامًا كما كان المجريون يُعرفون بالترك في بيزنطة) في بلغار الفولغا.
يرتبط تحديد أصول وطبيعة الخزر ارتباطًا وثيقًا بنظريات لغاتهم، لكن الأمر يمثل صعوبة معقدة نظرًا إلى عدم وجود سجلات أصلية باللغة الخزرية، وكانت الدولة متعددة اللغات ومتعددة الأعراق. ويُعتقد أن الديانة الأصلية للخزر هي التنغرية، مثل ديانة الهون في شمال القوقاز والشعوب التركية الأخرى. ويبدو أن السكان متعددي الأعراق في خاقانات الخزر كانوا عبارة عن فسيفساء متعددة الطوائف من الوثنيين والتنغريين واليهود والمسيحيين والمسلمين. وقد انضم بعض الخزر (أي القبار) إلى المجريين القدماء في القرن التاسع. وقال يهوذا اللاوي وإبراهيم بن داود إن النخبة الحاكمة في الخزر اعتنقت الديانة اليهودية الحاخامية في القرن الثامن، لكن النطاق الزمني لاعتناق اليهودية داخل خانية الخزر لا يزال غير مؤكد.
تفرقُ الخزر بعد سقوط الإمبراطورية محل الكثير من التخمينات. وقد جرى تقديم مقترحات بشأن إمكانية وجود عامل الخزر في التكوين العرقي للعديد من الشعوب، مثل الهزارة، والمجريين، والكازاخ، وقوزاق الدون وأوكرانيا، والقوموق المسلمين، والكريمتشاك الناطقين بالتركية، وجيرانهم في القرم القريميين، والمولدافيين تشانغوس، ويهود الجبل، وحتى بعض السبوتنيك (على أساس أصلهم الأوكراني والقوزاقي وغيره). وشهد أواخر القرن التاسع عشر ظهور النظرية القائلة إن أساس اليهود الأشكناز اليوم يقوم على الشتات اليهودي الخزري الافتراضي عبر الهجرة غربًا من روسيا وأوكرانيا المعاصرتين إلى فرنسا وألمانيا المعاصرتين. ولم تدعم الدراسات اللغوية والوراثية نظرية ارتباط الخزر باليهود الأشكناز. وما تزال النظرية تجد دعمًا من حين لآخر، لكن معظم العلماء ينظرون إليها بقدر كبير من الشك. وترتبط النظرية أحيانًا بمعاداة السامية ومعاداة الصهيونية.
في لغات الأوغوز التركية لا يزال بحر قزوين يسمى «بحر الخزر»، وهو إرث من دولة الخزر في العصور الوسطى.

## أصل الخزر
قامت العديد من الأبحاث للوصول إلى العرق الأصلي ولم يتم التوصل إلى نتيجة مؤكدة في هذا الموضوع. ويرى بعض مؤرخي الاتحاد السوفيتي أنهم من السكان الأصليين لشمال القوقاز. ويرى الباحثان دوغلاس دنلوب وبيتر جولدن أنهم ينحدرون من نسل شعوب التيلا أو الأويغور. بينما يفترض الدكتور عمر فروخ أنهم من بقايا الهون وقد دخلوا في حروب مع الساسانيين في الأعوام التالية لعام 558، وهم أيضاً من الأقوام الذين حكموا القوقاز. وقد بدأ البيزنطيون في تعريفهم باسم الخزر من عام 586، ومع ذلك ذُكروا بأنهم تابعون للأتراك.
وإذا كان دوغلاس دنلوب قد أظهر أن الخزر يسمون ب (突厥可薩部) في المصادر الصينية، فإن هذا يعارض بيتر جولدن الذي قال بإنه ليس من الممكن وجود رابط بين الخزر والأويغور، والرابط الحقيقي بينهم هو لغات الإيغور. ويعتقد بعض العلماء أن كلمة «خزر» جاءت من كلمة «جزجين» بمعنى رحال أو متجول في اللغة التركية العثمانية وهي مشتقة من«قاز» وتم إضافة اللاحقة التي تدل على الرجل في اللغة التركية وهي حرفي الألف والراء). وفي السجلات الروسية القديمة ذُكروا باسم الإيجور البيض، أما في المصادر المجرية فذكروا باسم الإيجور السود. وفي سجلات المؤرخ اليوناني تيوفان المعرف ذُكر بأن الخزر هم الأتراك القادمين من الشرق.

## لغتهم
وقد وقعت لغة الخزر تحت تأثير اللغة التركية القديمة ولغة الأويغور، وأجمع عدد من الباحثين أن لهجة الخزر ارتبطت بلغات الأيغور مثلها مثل اللغات التركية كلغة الهون ولغة البولجار. ويرى الرحالة وعالم الجغرافيا المعاصر ابن حوقل، ومعه كذلك الإصطخري، أن اسم الخزر لم يكن اسم قوم ولا شعب بل هو اسم أُعطي للدولة التي كانت عاصمتها اتيل. وقد أعلن الدكتور سيمون كراز من جامعة حيفا، مستنداً على نتائج ديميتري فصيل ياف، عن وجود كتابات كثيرة عن الخزر وغيرها من الأقوام الأخرى مثل الروس والجورجيون والأرمن في الكتابات التي اُكتشفت في سبتمبر 2008 في قرية صاموس دلكا إحدى قرى الخزر الباقية. وعلى الرغم من كل هذا فلم يوجد بأي شكل من الأشكال أي كتابات كتبها الخزر عن أنفسهم.

## أقسامهم
ينقسم الخزر وفقاً للإصطخري إلى قسمين: الخزر البيض والخزر السود. ومع هذا، يعتقد العلماء أن هذا ليس تمييزاً عنصرياً، بل أجمعوا في هذا الموضوع على أنها تصنيفات اجتماعية. ووفقاً لهذا، فإن الخزر السود هم الطبقة السفلى، أما الخزر البيض فهم من المنتسبين للملكية والطبقة النبيلة. وعلى الرغم من محاولات الإصطخري لتعريف الخزر البيض والسود، كانت النتيجة أنهما طبقتان اجتماعيتان فقط، فقد رُصد في المصادر الأخرى التي تعود إلى تلك الفترة نفس التعريفات الدائرة حول مظهر الخزر. ويقول ابن سعيد المغربي عن الخزر، متفقاً مع ابن عبد ربه، أنهم أصحاب بشرة بيضاء وعيون زرقاء وشعر أحمر وجسد كبير. ويعتقد دوغلاس دنلوب أن هذه أوصاف الشماليين.

## روابط خارجية
- أعمال الخزر، Prof.Dr. Saadettin Gömeç. 1
- رسائل كنيزا،Doç.Dr. Osman Karatay 2
- لغة الخزر دوغلاس دنلوب3 نسخة محفوظة 11 مايو 2020 على موقع واي باك مشين.